# Chiesa di San Francesco d'Assisi (Cerveteri)
La chiesa di San Francesco d'Assisi è un edificio di culto cattolico di Cerveteri (città metropolitana di Roma).
Parrocchia appartenente alla sede suburbicaria di Porto-Santa Rufina, si trova in frazione di Marina di Cerveteri, località Cerenova.
Costruita tra il 1975 e il 1977, fu edificata per elargizione delle famiglie Ruspoli, Ruzzenenti e Rallo, proprietarie dei terreni di Cerveteri in prossimità del mare Tirreno.

## Descrizione
La chiesa ha una forma semi-elicoidale e la facciata è interamente composta da vetrate apribili, poste ai lati di una grande portone in ferro. All'interno sono poste le statue di San Francesco d'Assisi, a cui è dedicata la chiesa, e della Madonna, opere dello scultore Giuseppe Stuflesser. Immagini in olio su tela della vita di san Francesco e dei misteri del santo Rosario della Vergine sono collocate a contorno delle rispettive statue, opere dell'artista Eugenio Cannistrà. L'altare è in marmo scuro e nella retrostante abside troneggia un grande crocifisso ligneo. Presente anche una via crucis su tavole di legno dislocate lungo le pareti laterali della chiesa. Completano il complesso parrocchiale la casa canonica e l'oratorio (centro giovanile), innalzato nel 1991 dal primo parroco don Jozef Medový e dedicato a san Domenico Savio.

## Incidenti
Nella Domenica delle palme del 2023, caduta il 2 aprile, la messa mattutina viene impedita da un incendio, causato molto probabilmente da un cortocircuito dell'impianto elettrico situato nell'oratorio. Due squadre dei Vigili del Fuoco, la 25/A e la 26/A, vengono impiegate per domare le fiamme grazie anche all'ausilio di un'autobotte e del carro autoprotettori. Non vengono riportati feriti.

## Feste parrocchiali
Il 4 ottobre la parrocchia celebra Francesco d'Assisi; il 14 agosto si tiene altresì la processione dell'Assunzione, che si snoda per le vie della località balneare e solitamente termina nei pressi della spiaggia con giochi pirotecnici a conclusione della celebrazione liturgica.

## Galleria d'immagini

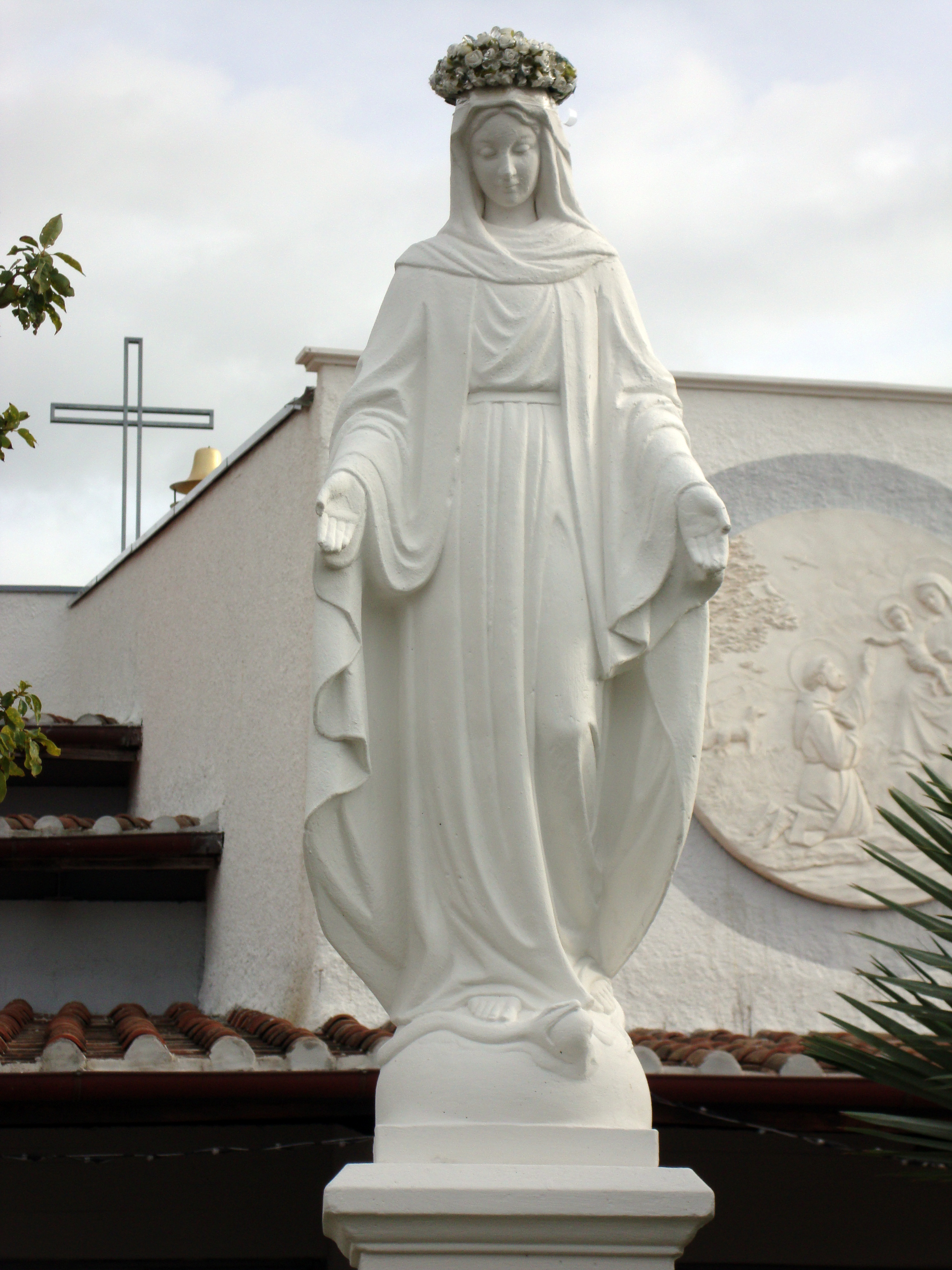
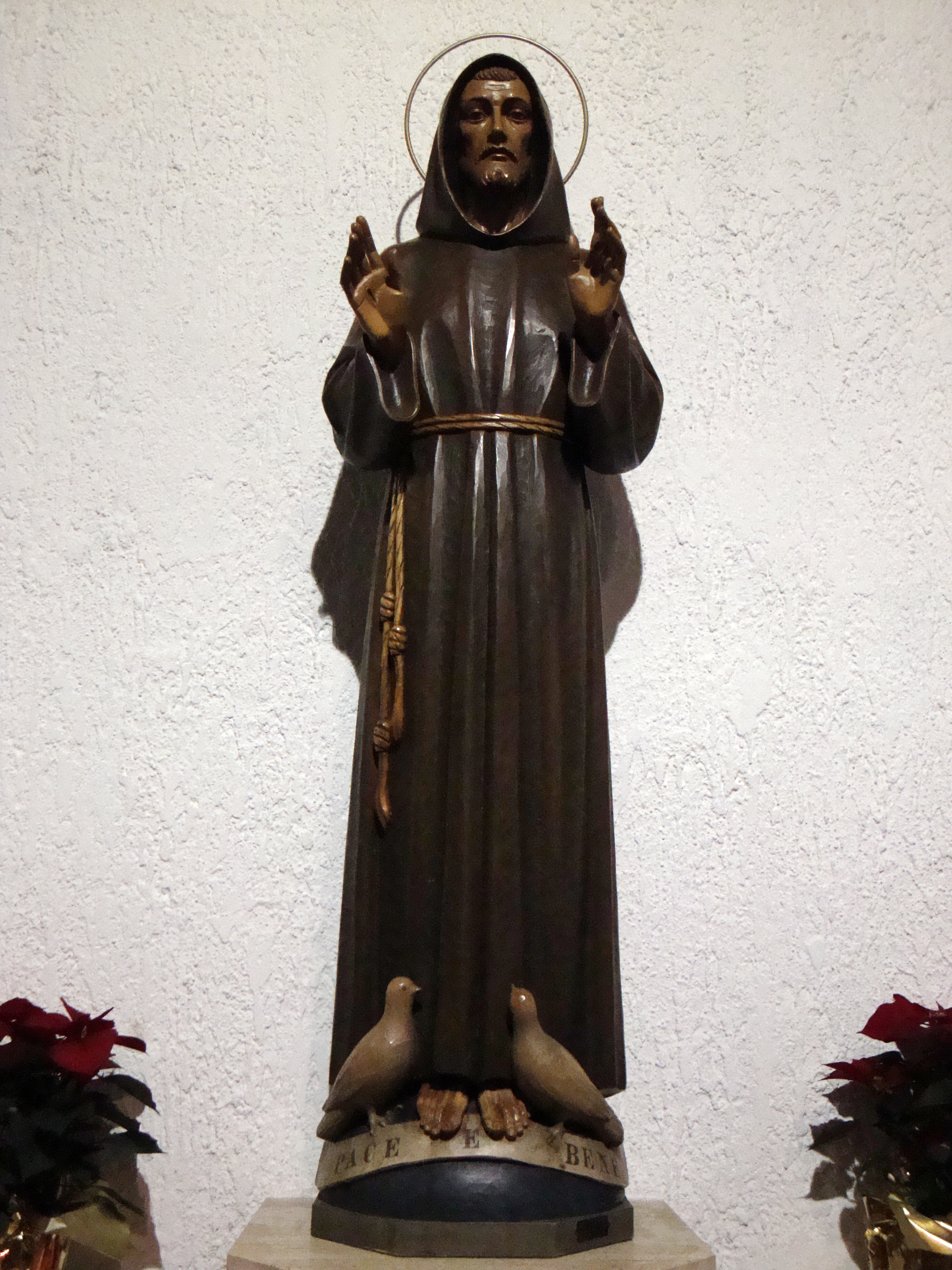
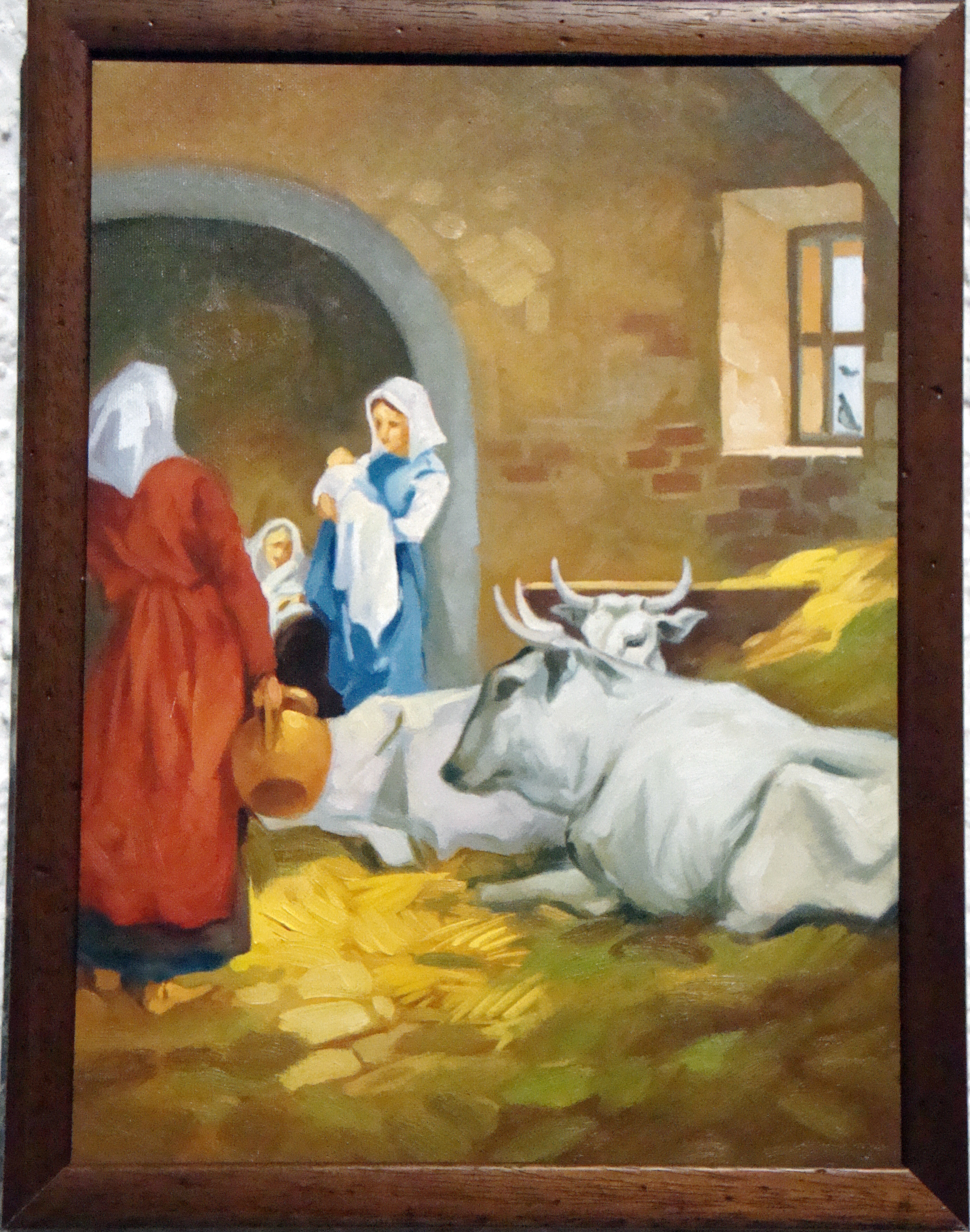
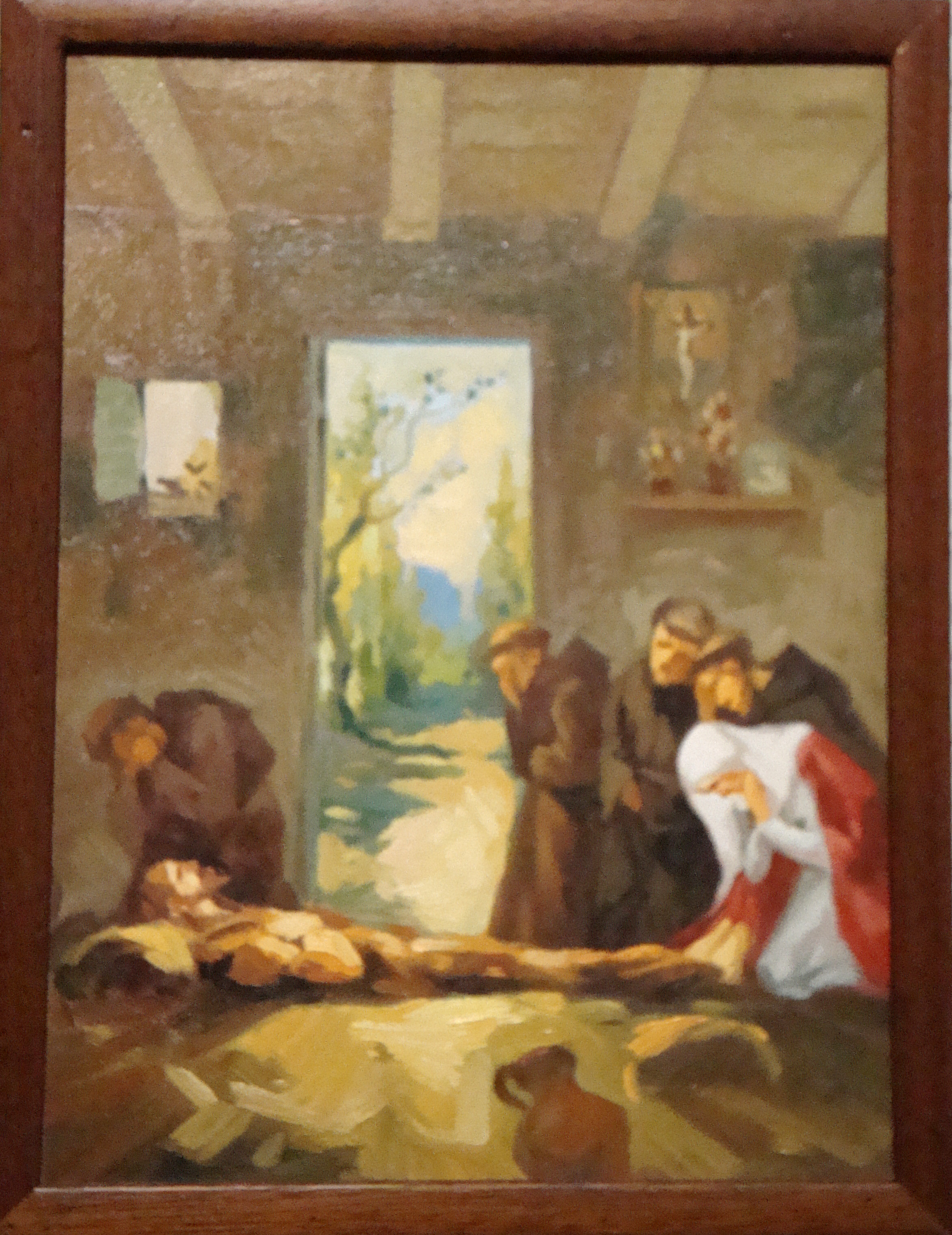
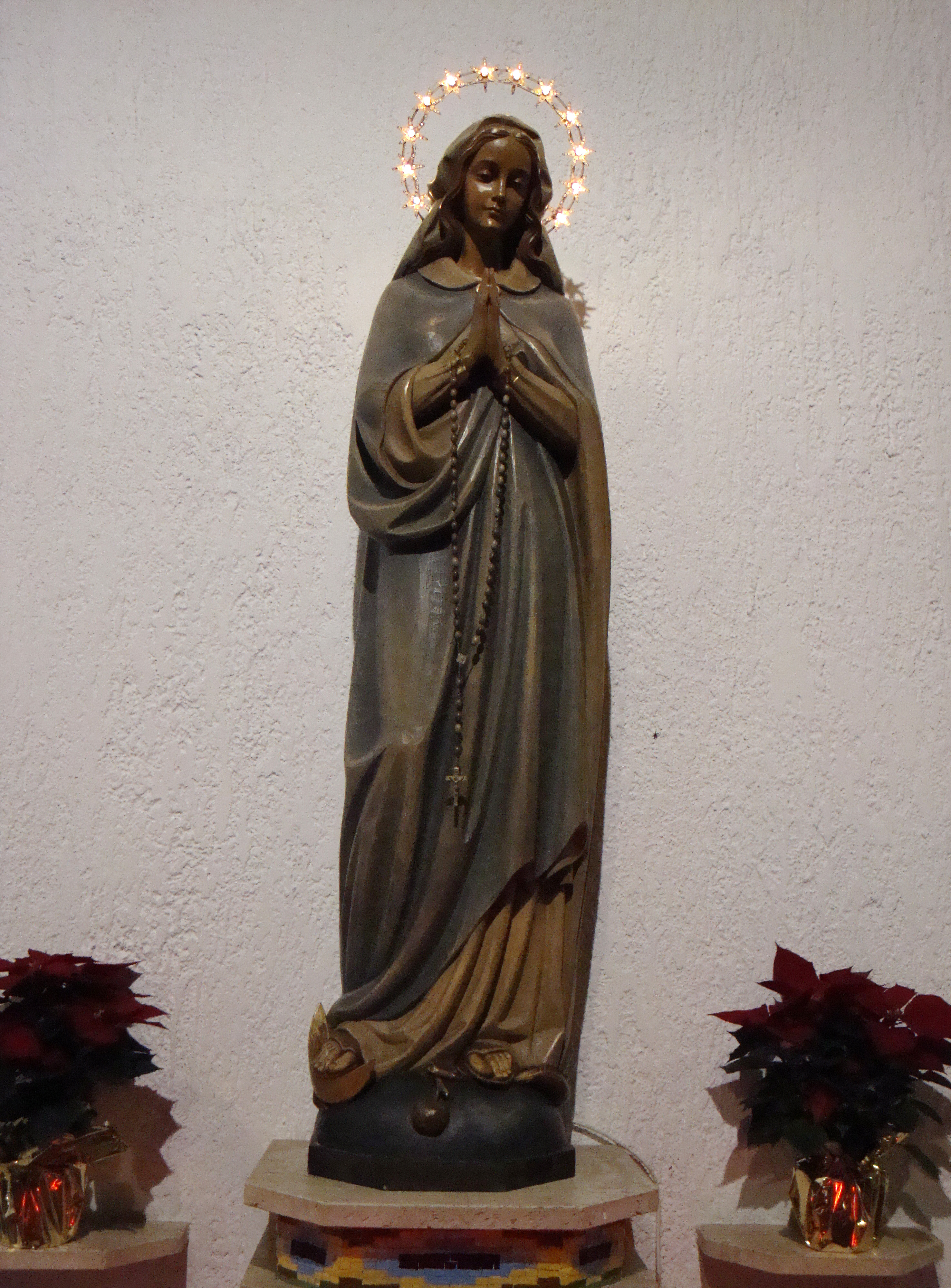
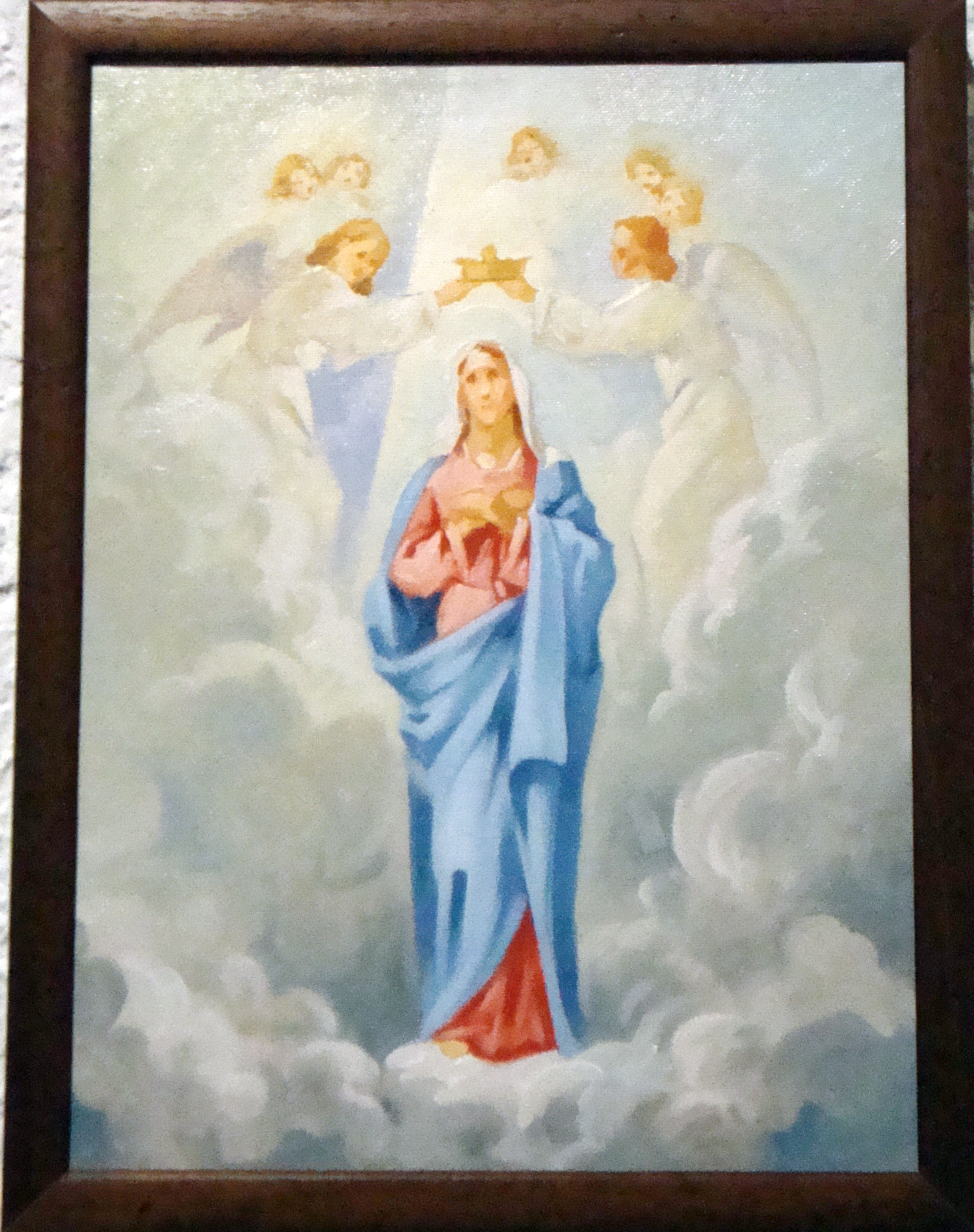
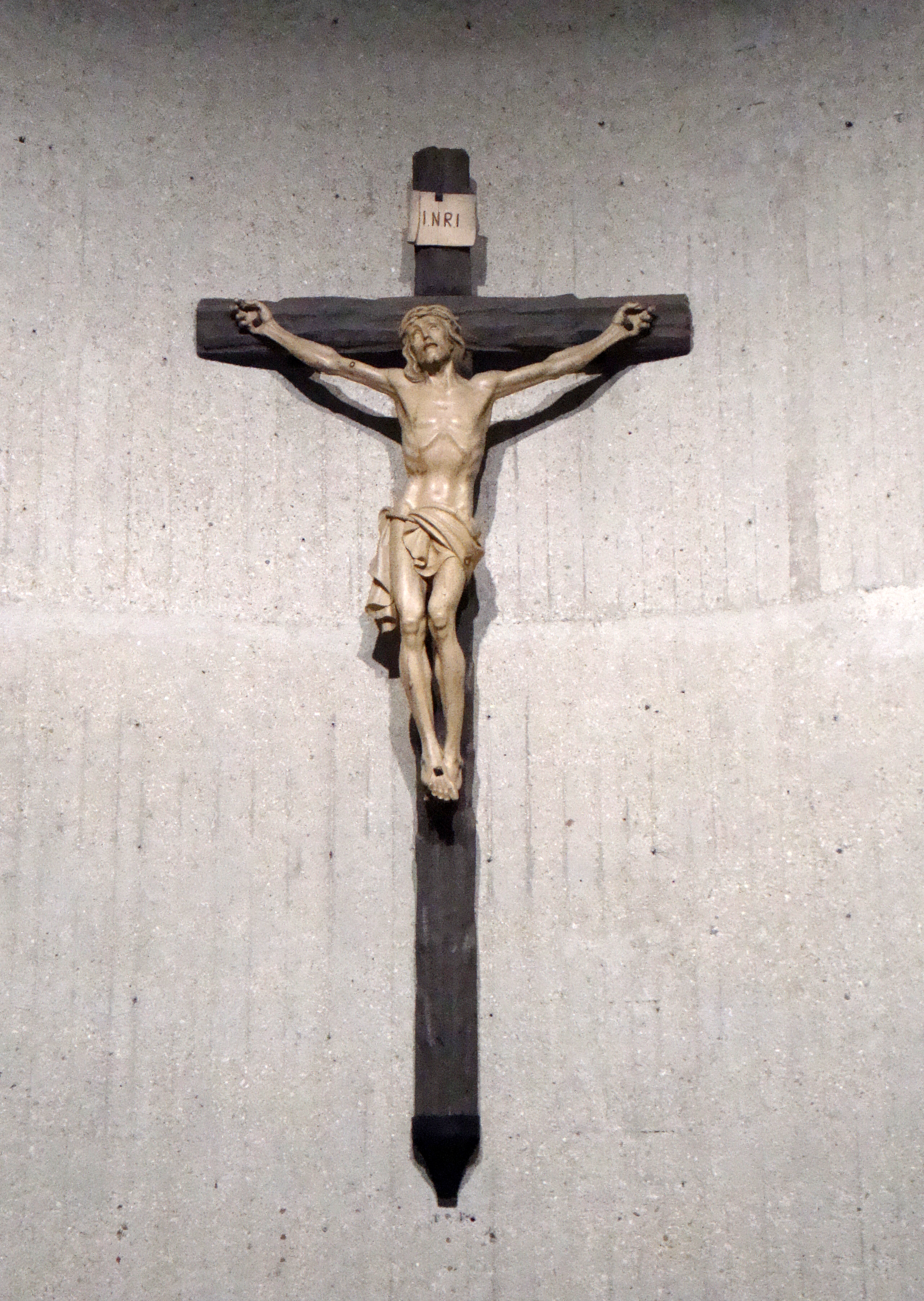